# Bruxa lavadeira

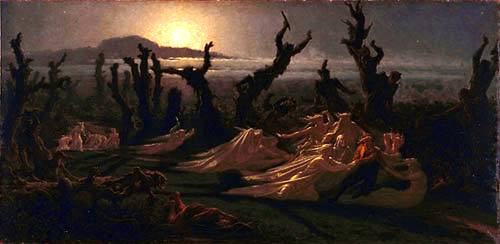
Yan' Dargent, Les Lavandières de la nuit

As bruxas lavadeiras, ou lavadeiras, são seres míticos da mitologia portuguesa e galega.
Nos contos portugueses as bruxas lavadeiras andam vestidas de branco, correm as aldeias com luzes na mão, andavam à noite pelos telhados e tomam a forma de patos ou gansos.  Segundo a crença popular, elas surgem de noite nos rios, lagos ou em qualquer curso de água onde consegue-se ouvir o som das bruxas lavadeiras  a bater incessantemente a roupa nas pedras. As bruxas lavadeiras aparecem no conto "Pedro e o príncipe", compilado por Consiglieri Pedroso e na obra de Júlio Dinis, Serões da Província. As bruxas lavadeiras são as Kannerez-noz dos contos bretões.